# Poul Ankers Gade
Poul Ankers Gade er en gade i Indre By i København, der går fra Store Kongensgade til Grønningen. Gaden blev opkaldt efter Poul Anker (1630-1692) i 1907. Poul Anker var præst i Hasle og deltog i den bornholmske opstand i 1658 mod svenskerne, der havde overtaget øen efter Roskilde-freden.
Gaden er en af fire gader med bornholmske navne i et lille kvarter mellem Esplanaden, Grønningen og Store Kongensgade. Hvor kvarteret ligger nu, anlagdes i 1789 Husarkasernen. I 1898 erstattedes kasernen af en ny på Østerbro, og de gamle bygninger blev revet ned i 1902. Desuden blev Grønningen flyttet et stykke mod nordøst til sin nuværende placering. Det var planen at opføre etageejendomme med store lejligheder i området. Imidlertid havde man ramt en tid med overproduktion af boliger, så det kom til at tage over tre årtier at få hele kvarteret bebygget.

## Bebyggelse
Hjørneejendommen Poul Ankers Gade 2 / Store Kongensgade 126 blev opført af arkitekt H. Hatting og tømrermester T. Larsen i 1906. Den udmærker sig ved halvrunde sandstensfrontoner over de ligeledes halvrunde karnapper. Ved siden af ligger den trefløjede ejendom Grønningen 15 fra 1908, hvis fløj mod Poul Ankers Gade er udført i lignende stil. Begge bygninger er opført med herskabslejligheder, der kom frem på den tid. Det var store lejligheder med dengang moderne bekvemmeligheder som centralvarme, badeværelser og elevatorer.
Ejendommen på den anden side af gaden har ingen adresser her med derimod til Store Kongensgade 128-130 og Grønningen 17-19. Den blev opført i Nordisk Livsforsikring A/S i 1913-1914. Den var tegnet af Vilhelm Fischer, men han nåede kun at færdiggøre den sydlige halvdel, inden han døde i 1914. Resten stod N.P.P. Gundstrup så for. Ejendommen blev præmieret som smukt byggeri af Københavns Kommune i 1915.